# Guido Leoni (Rennfahrer)
Guido Leoni (* 14. Juli 1915 in Castellucchio (MN); † 6. Mai 1951 in Ferrara) war ein italienischer Motorradrennfahrer.

## Karriere
Guido Leoni bestritt in der Premieren-Saison der Motorrad-Weltmeisterschaft, 1949, mit Moto Guzzi zwei Rennen in der 500-cm³-Klasse. Er belegte bei den Grands Prix der Schweiz und von Belgien jeweils den sechsten Platz. 1950 errang er für den Hersteller aus Mandello del Lario den Titel in der Viertelliterklasse der Italienischen Straßenmeisterschaft und den Halbliter-Sieg beim Langstreckenrennen Milano–Taranto.
Ab 1951 ging Guido Leoni für F.B Mondial, dessen Maschinen zu dieser Zeit die 125-cm³-Kategorie dominierten, an den Start. Im April konnte er Italiener beim Auftakt-Grand-Prix der Saison, den Großen Preis von Spanien in Montjuïc vor seinem Teamkollegen Carlo Ubbiali seinen ersten Sieg in der Motorrad-WM feiern.

### Tödlicher Unfall
Guido Leoni verunglückte am 6. Mai 1951 beim 125-cm³-Lauf des zur italienischen Meisterschaft zählenden Rennens Circuito di Ferrara auf einem dem Straßenkurs von Ferrara bei einem Massenunfall tödlich. Der Unfall wurde durch Antonio Ronchei ausgelöst, der in einer schnellen Linkskurve die zur Absicherung der Strecke aufgestellten Strohballen touchierte, stürzte und in der Mitte der Piste liegen blieb, was zu eines Massenkarambolage führte. Guido Leoni fuhr mit seiner F.B Mondial in die umherliegenden Trümmerteile, kam dabei zu Sturz und verletzte sich dabei so schwer, dass er auf der Stelle verstarb.
Neben Leoni kam bei diesem Unfall auch dessen erfahrener Teamkollege Raffaele Alberti ums Leben.
Nur zweieinhalb Monate später verunglückten die Moto-Guzzi-Werksfahrer Gianni Leoni und Luigi Alberti bei einem schweren Unfall im Training zum Ulster Grand Prix tödlich. Die Fahrer waren nicht miteinander verwandt oder verschwägert.

## Statistik

### Erfolge
- 1950 – Italienischer 250-cm³-Meister auf Moto Guzzi
- 1 Grand-Prix-Sieg

### In der Motorrad-Weltmeisterschaft
| Saison | Klasse  | Motorrad    | Rennen | Siege | Podien | Punkte | Ergebnis |
| ------ | ------- | ----------- | ------ | ----- | ------ | ------ | -------- |
| 1949   | 500 cm³ | Moto Guzzi  | 2      | –     | –      | –      | –        |
| 1951   | 125 cm³ | F.B Mondial | 1      | 1     | 1      | 8      | 5.       |
| Gesamt | Gesamt  | Gesamt      | 3      | 1     | 1      | 8      |          |

## Verweise